# Mulanje (miasto)
Mulanje – miasto w południowym Malawi, w Regionie Południowym. Według danych na rok 2018 liczyło 14,8 tys. mieszkańców.